# Limnes Yliki Kai Paralimni – Systima Voiotikou Kifisou -Katavothra Aliartou
Limnes Yliki Kai Paralimni – Systima Voiotikou Kifisou -Katavothra Aliartou este o arie protejată (arie specială de conservare — SAC, sit de importanță comunitară — SCI) din Grecia întinsă pe o suprafață de 12.669,92 ha, integral pe uscat.

## Localizare
Centrul sitului Limnes Yliki Kai Paralimni – Systima Voiotikou Kifisou -Katavothra Aliartou este situat la coordonatele 38°24′40″N 23°17′48″E / 38.410995°N 23.296726°E.

## Înființare
Situl Limnes Yliki Kai Paralimni – Systima Voiotikou Kifisou -Katavothra Aliartou a fost declarat sit de importanță comunitară în octombrie 1999 pentru a proteja 14 specii de animale. Situl a fost protejat și ca arie specială de conservare în martie 2011.

## Biodiversitate
Situată în ecoregiunea mediteraneană, aria protejată conține 15 habitate naturale: Ape stătătoare oligotrofe până la mezotrofe, cu vegetație de Littorelletea uniflorae și/sau de Isoëto-Nanojuncetea, Lacuri eutrofice naturale cu vegetație de tip Magnopotamion sau Hydrocharition, Iazuri temporare mediteraneene, Cursuri de apă de la nivel de câmpie la nivel montan, cu vegetație Ranunculion fluitantis și Callitricho-Batrachion, Râuri mediteraneene cu debit permanent cu specii de Paspalo-Agrostidion și galerii riverane de Salix și de Populus alba, Râuri mediteraneene cu debit intermitent, cu specii de Paspalo-Agrostidion, Matorral arborescenți cu Juniperus spp., Tufărișuri termo-mediteraneene și de pre-deșert, Sarcopoterium spinosum phryganas, Pante stâncoase calcaroase cu vegetație casmofită, Galerii de Salix alba și de Populus alba, Păduri de Platanus orientalis și Liquidambar orientalis (Platanion orientalis), Galerii și tufărișuri riverane sudice (Nerio-Tamaricetea și Securinegion tinctoriae), Păduri de Olea și Ceratonia, Păduri de pin mediteraneene cu pini mezogeni endemici.
La baza desemnării sitului se află mai multe specii protejate:
- mamifere (2): lupul (Canis lupus), vidră de râu (Lutra lutra)
- nevertebrate (2): Lindenia tetraphylla, Unio crassus
- pești (4): Pelasgus marathonicus, Rutilus ylikiensis, Scardinius graecus, Telestes beoticus
- reptile (6): șarpele cu patru dungi (Elaphe quatuorlineata), țestoasa de baltă (Emys orbicularis), Mauremys rivulata, țestoasă bănățeană (Testudo hermanni), Testudo marginata, elaphe situla (Zamenis situla)

Pe lângă speciile protejate, pe teritoriul sitului au mai fost identificate 6 specii de amfibieni, 5 specii de mamifere, 3 specii de nevertebrate, 1 specie de pești, 12 specii de reptile.